# Van Allen-bältena

Jordens inre och yttre strålningsbälten.

Strålningsbälten eller Van Allen-bälten är områden i en planets magnetosfär där elektroner och joner (främst protoner) med hög energi (MeV-området) fångas in av planetens magnetfält. 

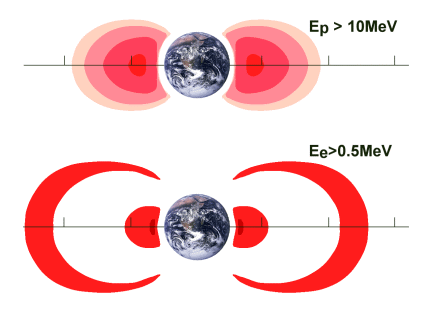
Fördelningen av protoner med energi över 10 MeV (överst) och elektroner över 0.5 MeV.

Jordens strålningsbälten upptäcktes 31 januari 1958 av James Van Allen utifrån sensordata från den amerikanska satelliten Explorer 1. De finns koncentrerade dels på ett avstånd av 700–10 000 km ovanför ekvatorn och dels mellan 12 000 och 20 000 km. Det inre bältet innehåller protoner med energier typiskt runt 10–50 MeV och elektroner på hundratals keV. Det yttre bältet, som är mycket större än det inre, består mest av elektroner med energier oftast mellan 10 keV och 1 MeV. Framför allt de yttre bältena påverkas starkt vid en geomagnetisk storm. På grund av egenheter i jordens magnetfält når det inre bältet extra lågt ner över södra Atlanten. Detta område kallas för sydatlantiska magnetiska anomalin och passagen genom detta kan ge satelliter på låg höjd en stor del av deras totala stråldos.
De höga strålningsnivåerna i strålningsbältena innebär en risk för elektroniken ombord på rymdfarkoster. Detta är illa nog vid jorden, där man håller satelliter borta från dessa områden i möjligaste mån, men ännu mycket värre vid Jupiter, vars strålningsbälten är mycket starkare än jordens och utgör ett stort problem vid design av rymdfarkoster till jätteplaneten och dess månar.

## Kuriosum
Van Allen själv föredrog namnet strålningsbälte, och brukade säga att Van Allen-bältet var vad som höll upp hans byxor.